# 岩田彰
岩田 彰（いわた あきら、AKIRA IWATA、1950年 - ）は、日本の工学者、名古屋工業大学大学院名誉教授。
専門は、ニューラルネットワーク、医用情報処理、情報セキュリティ。

## 人物・経歴
1950年生まれ。
1973年3月　名古屋大学工学部電気学科卒業。1975年3月　同大学院修士課程修了、1975年4月　名古屋工業大学工学部助手
1981年3月　工学博士（名古屋大学）、論文名「心音図の特徴抽出と自動識別に関する研究 」
1982～1983年　ギーセン大学（西ドイツ）医用情報研究所客員研究員
1985年4月　名古屋工業大学工学部情報工学科助教授、1993年4月、同大学工学部電気情報工学科教授
1999年10月　東海情報通信懇談会幹事長就任
2002年11月　名古屋工業大学副学長（国立大学時代最後の専任副学長）
2004年1月　名古屋工業大学大学院おもひ領域教授、情報工学専攻/情報工学教育類担当
2004年4月　名古屋工業大学テクノイノベーションセンター知財管理部門長（併任）
2007年10月　名古屋工業大学発ベンチャー　株式会社エンセファロン設立　取締役就任
2008年4月　名古屋工業大学大学院おもひ領域教授　創成シミュレーション工学専攻/情報工学教育類担当
2016年3月　名古屋工業大学教授定年退職
2016年4月　名古屋工業大学大学名誉教授　現在に至る
2016年4月　名古屋工業大学プロジェクト教授　現在に至る
2016年4月　株式会社エンセファロン代表取締役就任　現在に至る
2019年10月　東海情報通信懇談会会長就任　現在に到る
2020年4月　サン電子株式会社社外取締役

## 著書
- 「論理回路演習」（共著）朝倉書店（1985年）
- 「基礎電子計算機」（共著）コロナ社（1988年）
- 「ディジタル信号処理」（編著）コロナ社（1995年）
- 「基礎と実践ニューラルネットワーク」（共著）コロナ社（1995年）
- 「ソフトコンピューティング」（編著）オーム社（2000年）
- 「インターネット暗号化技術　-PKI,RSA,SSL,S/MIME etc-」（監修）ソフト・リサーチセンター（2002年）
- 「ディジタルシグナルプロセッシング」（編著）コロナ社（2008年）
- 「ディジタル信号処理」（編著）オーム社（2013年）

## 受賞
- 研究奨励賞≪日本ME学会≫（1980年）
- 文字認識コンテスト奨励賞≪郵政省郵政研究所主催≫（1992年）
- 論文賞≪電子情報通信学会≫（1993年）
- BestAuthor賞≪情報処理学会≫（1998年）
- 気象データコンテスト最優秀賞≪電子情報通信学会ニューロコンピューティング研究会主催≫（1999年）
- 郵政省東海電気通信監理局長表彰（1999年）
- International Conference on Neural Information Processing 2008(ICONIP2008)にてBest Paper Award受賞（2008年）
- 平成29年度 情報通信月間推進協議会会長表彰（平成29年度「電波の日・情報通信月間」記念中央式典）（2017年）